# Yoshiaki Kawamura
Yoshiaki Kawamura est un microbiologiste japonais ayant décrit le genre Abiotrophia en 1995.